# Crocva, Chelmenți
Crocva (în ucraineană Кроква, transliterat Krokva) este un sat în raionul Chelmenți din regiunea Cernăuți (Ucraina), depinzând administrativ de comuna Chișla-Nedjimeni. Are 221 locuitori, preponderent ucraineni.
Satul este situat la o altitudine de 182 metri, în partea de vest a raionului Chelmenți.

## Istorie
Localitatea Crocva a făcut parte încă de la înființare din Ținutul Hotinului a regiunii istorice Basarabia a Principatului Moldovei. 
Prin Tratatul de pace de la București, semnat pe 16/28 mai 1812, între Imperiul Rus și Imperiul Otoman, la încheierea războiului ruso-turc din 1806 – 1812, Rusia a ocupat teritoriul de est al Moldovei dintre Prut și Nistru, pe care l-a alăturat Ținutului Hotin și Basarabiei/Bugeacului luate de la Turci, denumind ansamblul Basarabia (în 1813) și transformându-l într-o gubernie împărțită în zece ținuturi (Hotin, Soroca, Bălți, Orhei, Lăpușna, Tighina, Cahul, Bolgrad, Chilia și Cetatea Albă, capitala guberniei fiind stabilită la Chișinău). 
La începutul secolului al XIX-lea, conform recensământului efectuat de către autoritățile țariste în anul 1817, satul Crocva făcea parte din Ocolul Mijlocului a Ținutului Hotin . 
După Unirea Basarabiei cu România la 27 martie 1918, satul Crocva a făcut parte din componența României, în Plasa Chelmenți a județului Hotin. Pe atunci, majoritatea populației era formată din ruși. 
Ca urmare a Pactului Ribbentrop-Molotov (1939), Basarabia, Bucovina de Nord și Ținutul Herța au fost anexate de către URSS la 28 iunie 1940. După ce Basarabia a fost ocupată de sovietici, Stalin a dezmembrat-o în trei părți. Astfel, la 2 august 1940, a fost înființată RSS Moldovenească, iar părțile de sud (județele românești Cetatea Albă și Ismail) și de nord (județul Hotin) ale Basarabiei, precum și nordul Bucovinei și Ținutul Herța au fost alipite RSS Ucrainene. La 7 august 1940, a fost creată regiunea Cernăuți, prin alipirea părții de nord a Bucovinei cu Ținutul Herța și cu cea mai mare parte a județului Hotin din Basarabia .
În perioada 1941-1944, toate teritoriile anexate anterior de URSS au reintrat în componența României. Apoi, cele trei teritorii au fost reocupate de către URSS în anul 1944 și integrate în componența RSS Ucrainene, conform organizării teritoriale făcute de Stalin după anexarea din 1940, când Basarabia a fost ruptă în trei părți. 
Începând din anul 1991, satul Crocva face parte din raionul Chelmenți al regiunii Cernăuți din cadrul Ucrainei independente. Conform recensământului din 1989, numărul locuitorilor care s-au declarat români plus moldoveni era de 3 (1+2), reprezentând 1,15% din populație . În prezent, satul are 221 locuitori, preponderent ucraineni.

## Demografie
Componența lingvistică a localității Crocva
     Ucraineană (97,29%)
     Română (1,81%)
     Alte limbi (0,9%)
Conform recensământului din 2001, majoritatea populației localității Crocva era vorbitoare de ucraineană (97,29%), existând în minoritate și vorbitori de română (1,81%).
1989: 261 (recensământ)
2007: 221 (estimare)